# Anthopleura mortenseni
Anthopleura mortenseni är en havsanemonart som beskrevs av Oscar Henrik Carlgren 1941. Anthopleura mortenseni ingår i släktet Anthopleura och familjen Actiniidae. Inga underarter finns listade i Catalogue of Life.